# パーソンズ・ミュージック
パーソンズ・ミュージックはTerence NgとArling Ngによって興された楽器会社。

## 現在
この会社が大きく世に知られるきっかけになったのは、同社が抱えるブランド(Yangtze River and Schönbrunn)のうち、Yangtze River(日:ヤンツェ・リバー, 中:黄河)がチャイコフスキー国際コンクールピアノ部門の選択メーカーの一つとして選ばれたことである。現在もチャイコフスキー国際コンクールピアノ部門では引き続き継続される予定であり、国際コンクール内で中国の発言力があがっている。
また2024年にはCIPCE(スパニッシュ・コンポーザーズ国際ピアノコンクール)のスポンサーになることが決定している。
ピアノのみならず、電子ピアノなど他の楽器も取り扱っている。